# Marc Boulianne
Pour l’article homonyme, voir Boulianne.
Marc Boulianne B.A. (né le 9 octobre 1941) est un adjoint politique, professeur et homme politique fédéral et provincial du Québec.

## Biographie
Né à Tadoussac dans la région de la Côte-Nord, Marc Boulianne fut enseignant d'histoire et d'économie à la commission scolaire de Black Lake-Disraeli de 1969 à 1993 et de 1996 à 1997. Il fut aussi professeur au Collège de Thetford Mines en 1975.
De 1993 à 1996, il a été attaché politique du député fédéral de Frontenac-Mégantic, Jean-Guy Chrétien.
Élu député du Parti québécois dans la circonscription provinciale de Frontenac en 1998, il servit comme adjoint parlementaire de Linda Goupil, ministre d'État à la Solidarité sociale, à la Famille et à l'Enfance de 2002 à 2003 et comme ministre responsable de la Condition féminine en 2003. Il fut défait en 2003 par le libéral Laurent Lessard.
Élu député du Bloc québécois dans la circonscription fédérale de Mégantic—L'Érable en 2004, il servit comme porte-parole du Bloc en matière d'Industrie de 2004 à 2006. Il fut défait en 2006 par le conservateur Christian Paradis.